# Tuindorp Nieuwendam
Tuindorp Nieuwendam è un quartiere nello stadsdeel di Amsterdam-Noord, nella città di Amsterdam.
Questo quartiere fu costruito appena a nord del vecchio borgo di Nieuwendam tra gli anni 1924 e 1927 per ospitare i lavoratori che provenivano dai cantieri navali di Amsterdam.
Nel quartiere sono presenti molte sculture cubiste di Johan Polet, Hildo Krop e Marius van Beek.

## Galleria d'immagini

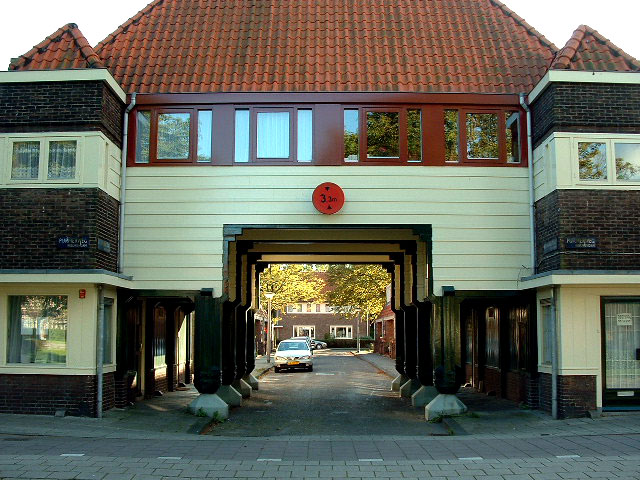
Un'abitazione del quartiere.
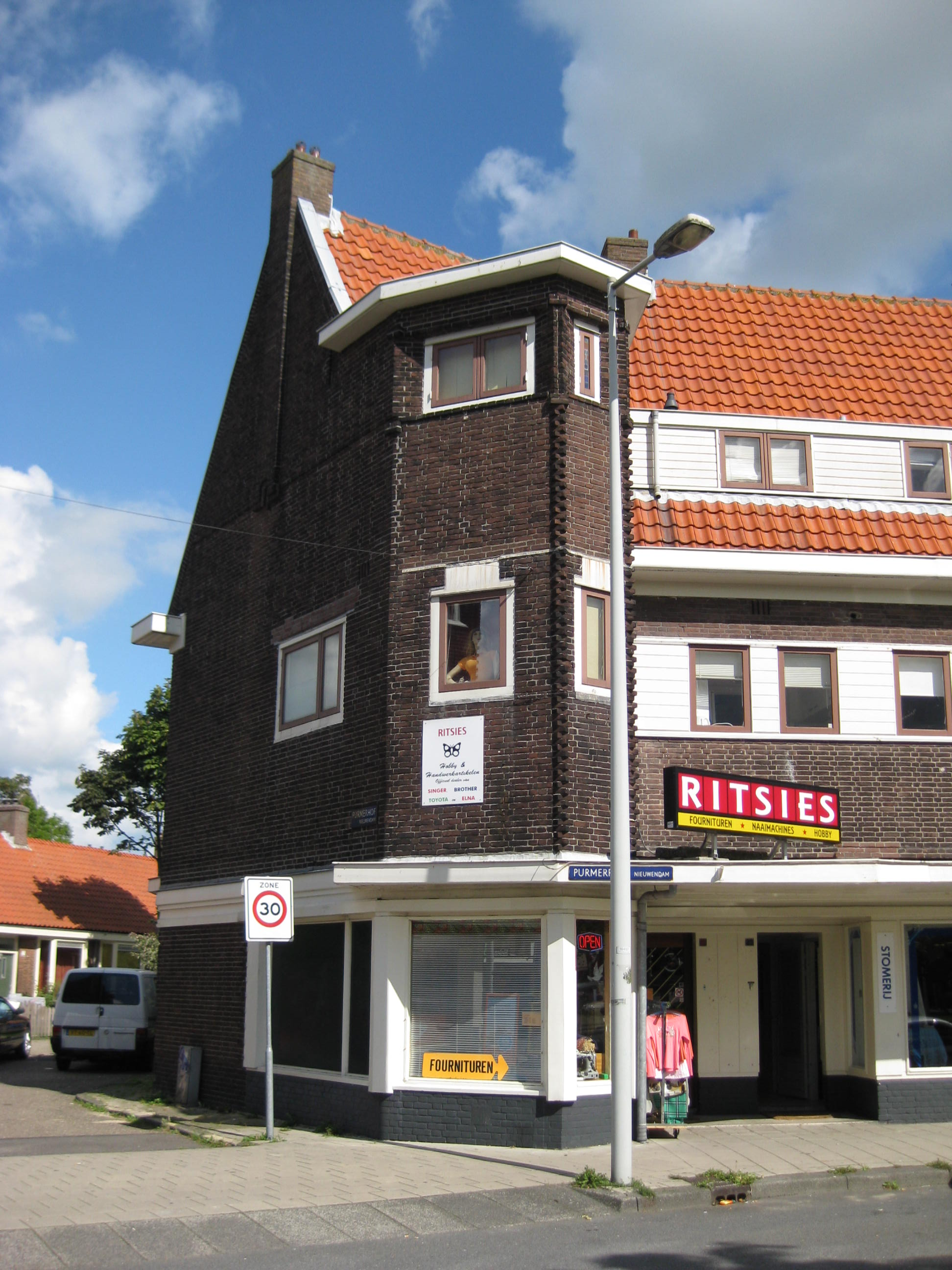
Casa in mattoni nel quartiere di Tuindorp Nieuwendam.
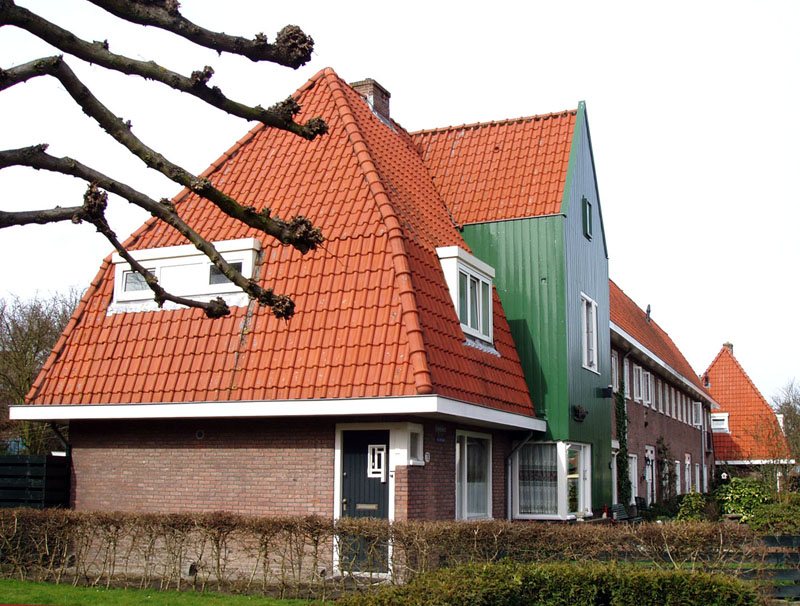
Abitazione del quartiere.
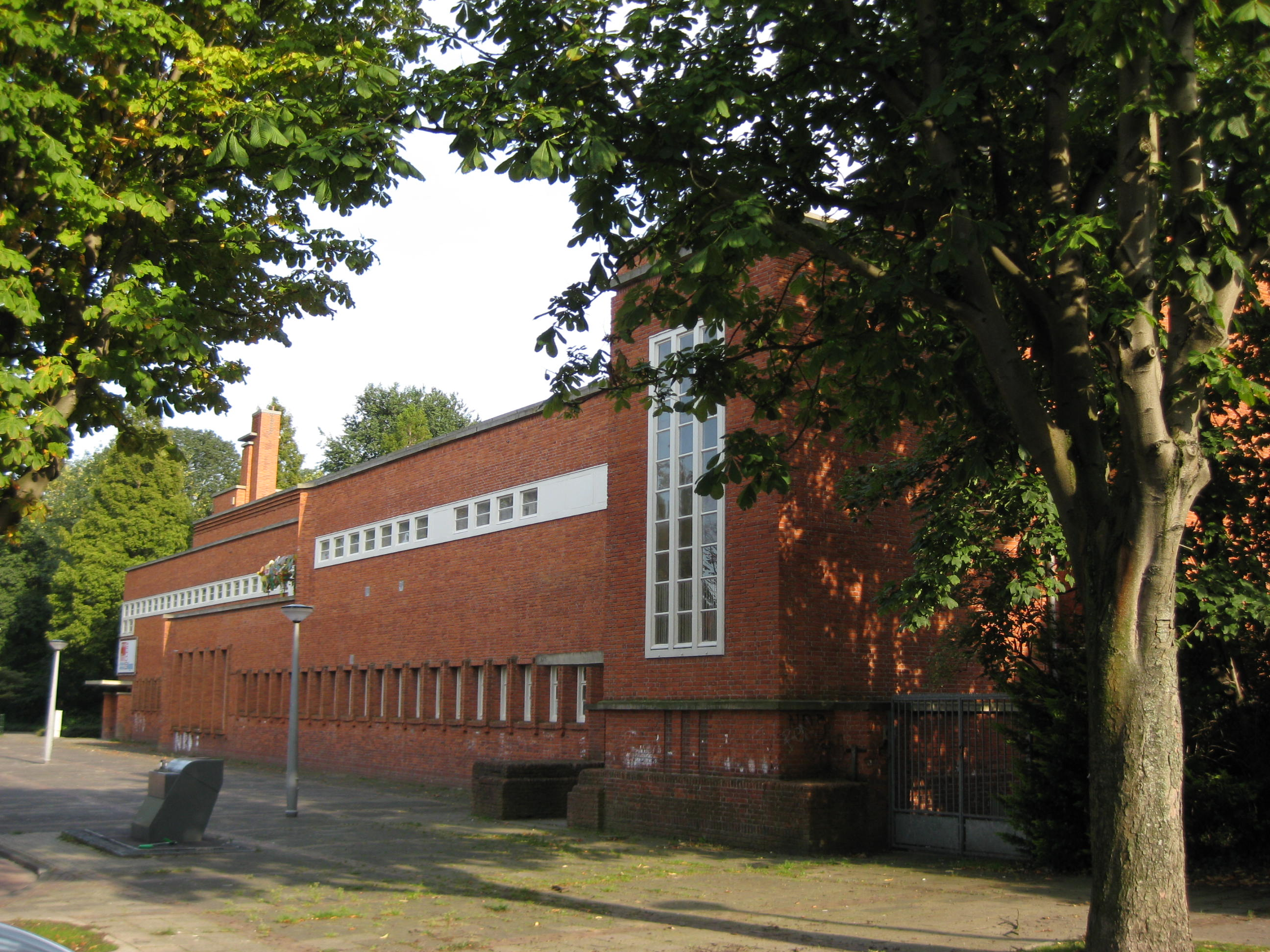
Una scuola nel quartiere.
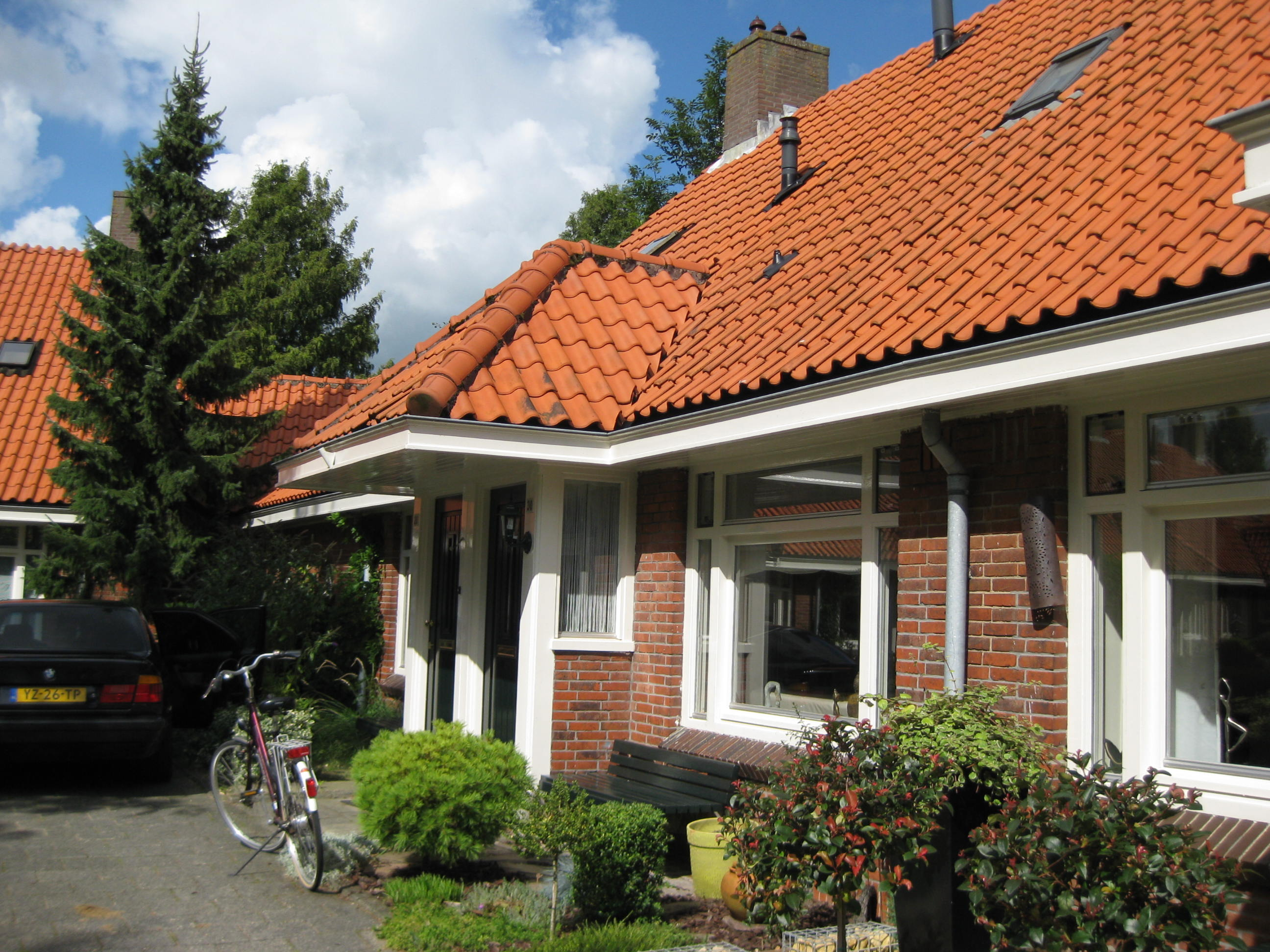
Una casa.
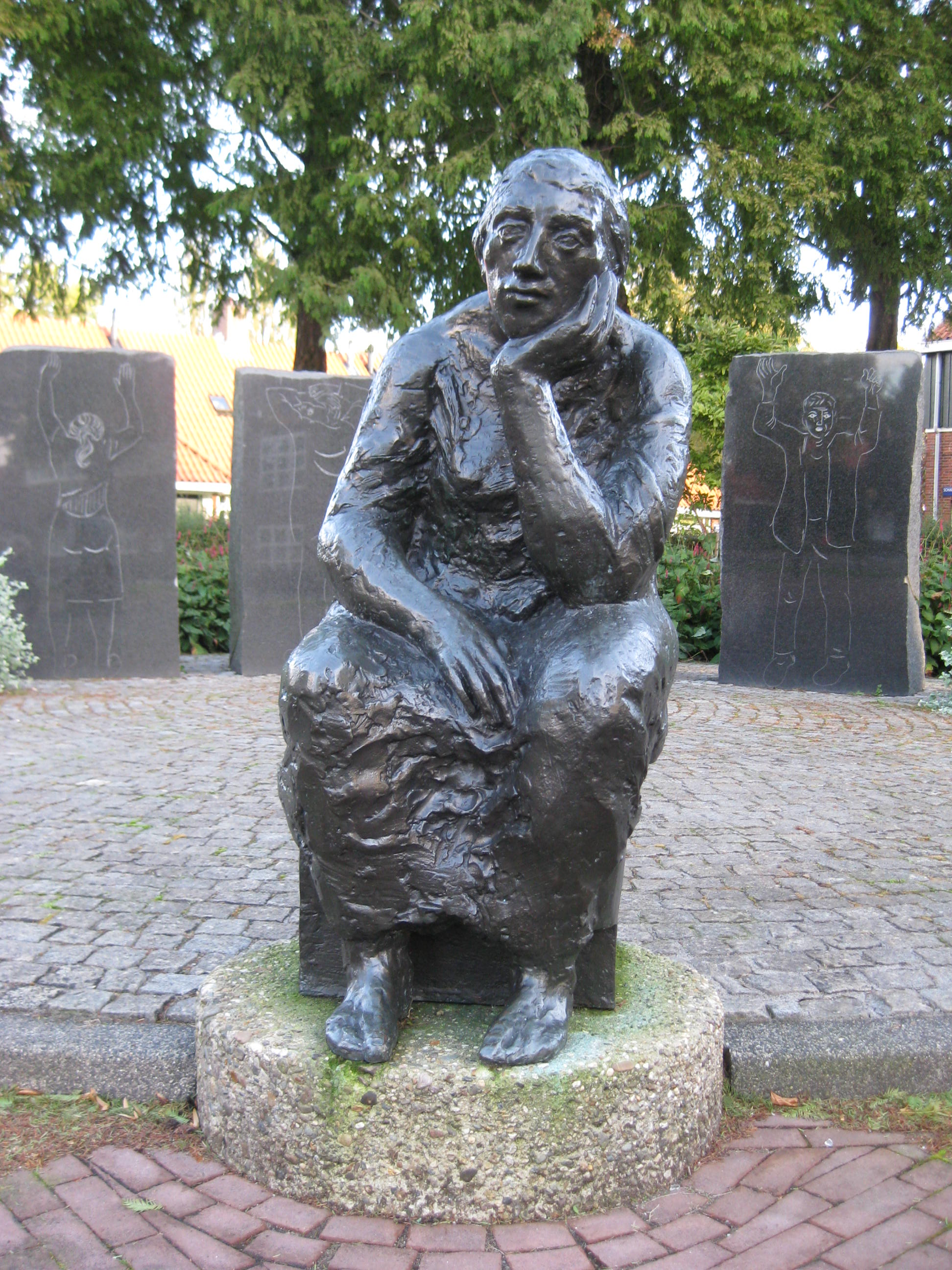
Una scultura cubista di Marius van Beek.
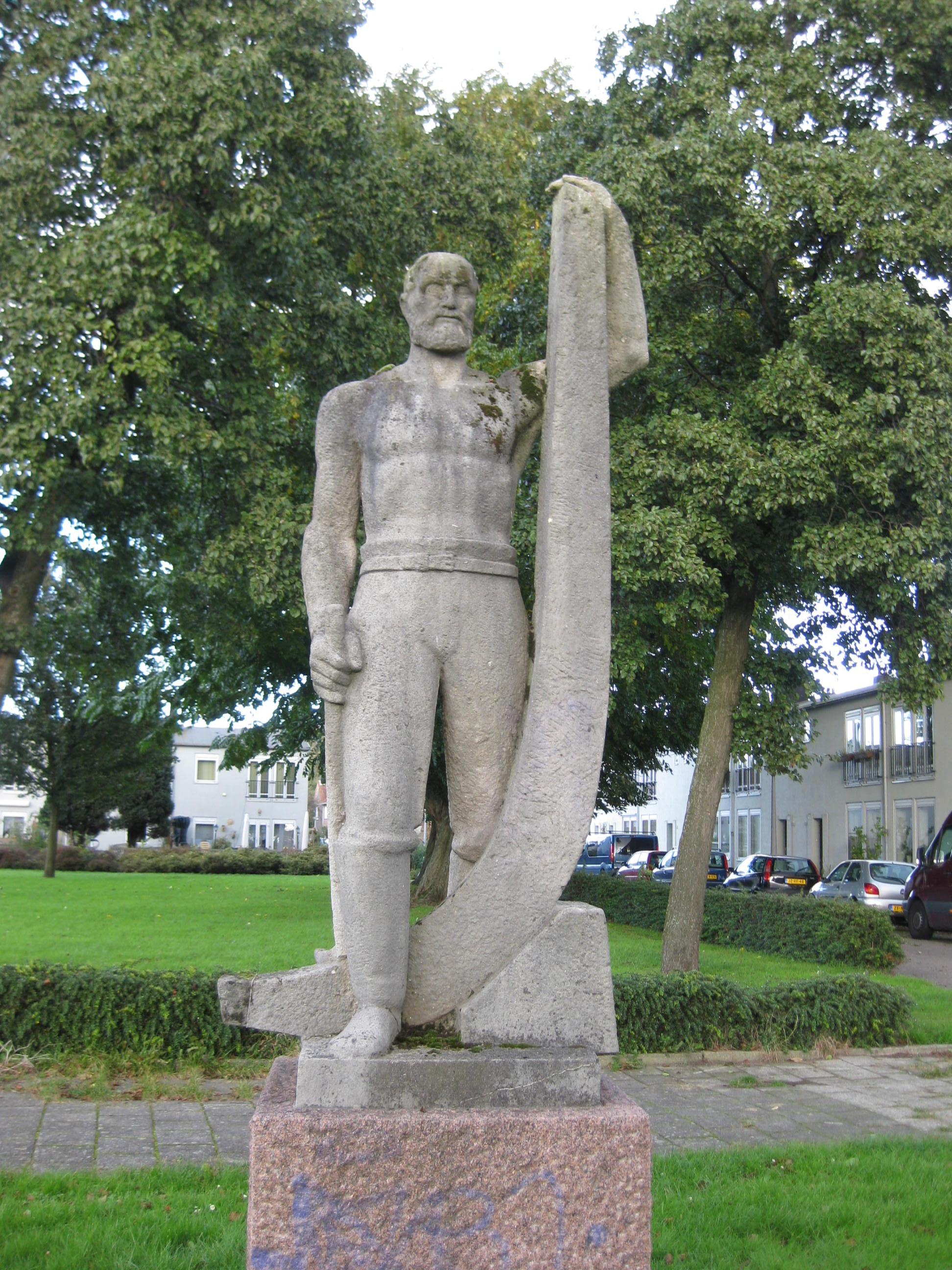
Una scultura cubista di Johan Polet.
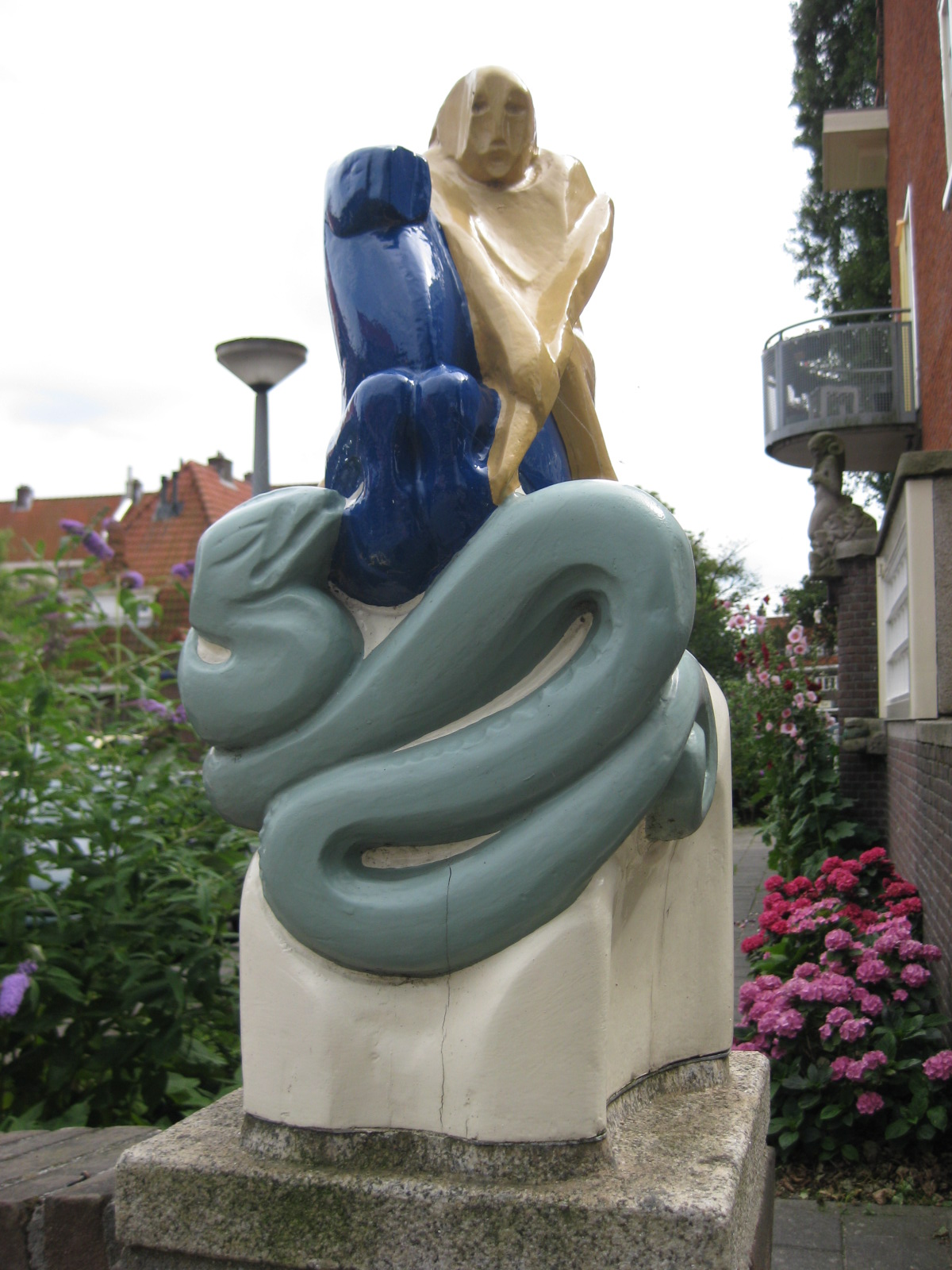
Una scultura cubista di Hildo Krop.